# 공두아목
공두아목(恐頭亞目, Dinocephalia)은 페름기 초기와 중기 사이에 짧게 번영했던 몸집이 큰 초기 수궁류 가운데 한 무리이다. 그러나 카피탄절 대멸종으로 인해 멸종하게 되었다. 공두류에는 초식성, 육식성, 잡식성 동물들이 대거 포함되어 있다. 많은 종들이 혹과 뼈 돌기가 많이 있는 두꺼운 두개골을 가지고 있다. 공두류는 가장 먼저 기재된 비포유류 수궁류이며 이들의 화석은 러시아, 중국, 브라질, 남아공, 짐바브웨, 탄자니아 등지에서 발견된다.

## 특징

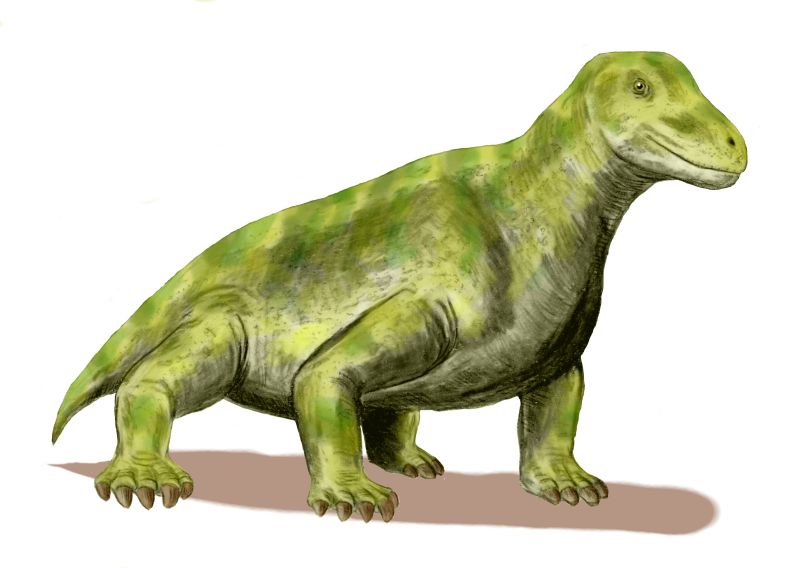
모스콥스의 복원도

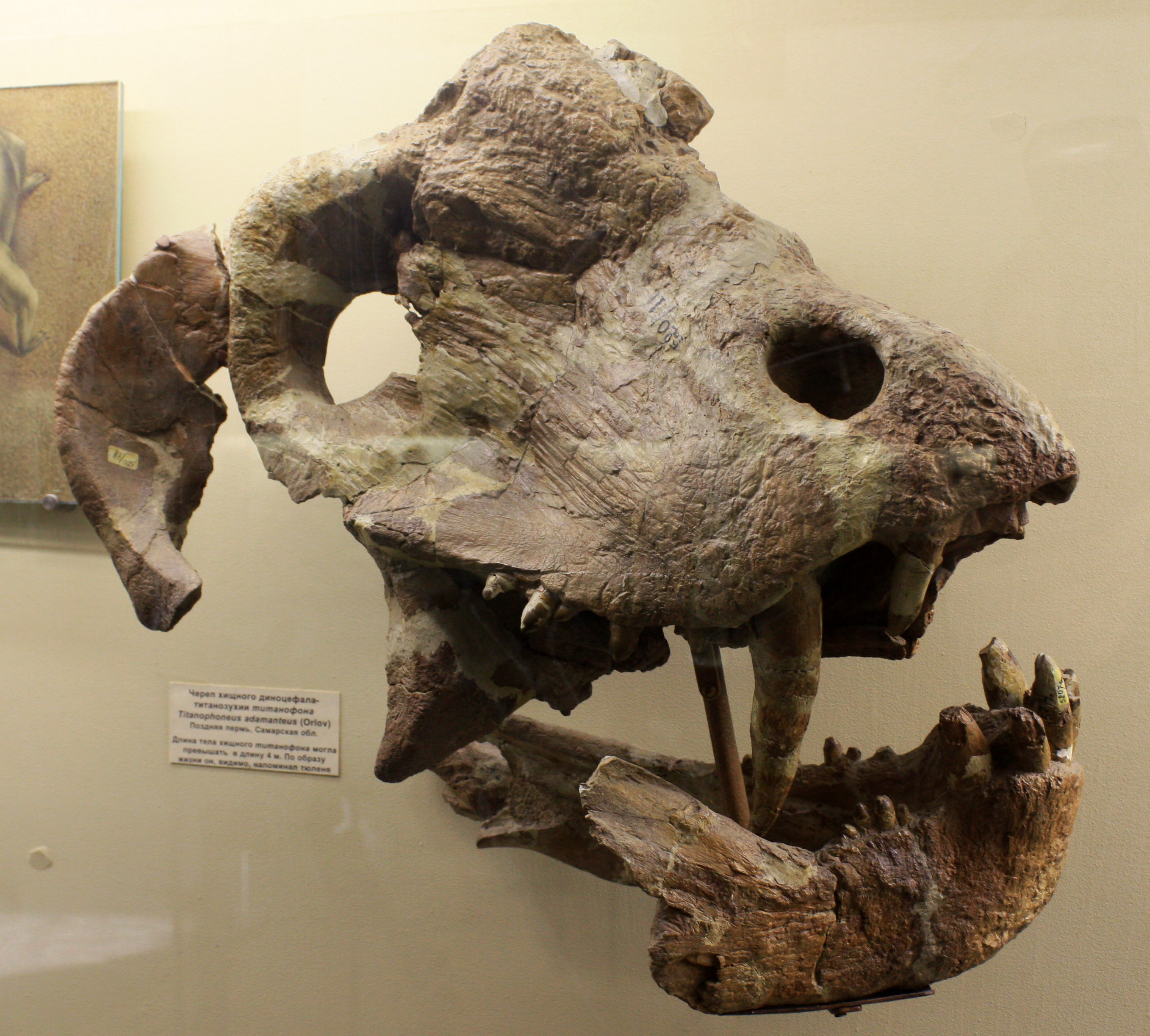
티타노포네우스의 두개골

비아르모수쿠스아목에서 갈라져 나온 공두류는 수궁류 중에서 덜 발달한 편이지만 여전히 여전히 이 무리만의 고유한 방식으로 특화되어 있다. 반룡류 조상과 공유하는 다수의 원시적 특징(그 예로 이차구개가 없고, 치골이 작다.)을 유지하지만서도 넓은 엉덩뼈와 더 쭉 뻗은 사지 둥 수궁류의 적응력을 더 잘 보유했다.
다양한 식성의 동물들이 공두류에 속해 있다. 케라토케팔루스(Keratocephalus), 모스콥스, 스트루티오케팔루스(Struthiocephalus), 용케리아(Jonkeria) 등의 일부 동물들은 반수생이며 안테오사우루스 등의 다른 동물들은 육상동물이었다.
페름기의 가장 덩치가 큰 동물이기도 했다. 카세아과 및 파레이아사우루스류의 가장 큰 종이 이들 크기에 근접했다.

### 덩치
공두류는 대개 몸집이 크다. 가장 덩치가 큰 초식동물(타피노케팔루스)과 잡식동물(티타노수쿠스)은 몸무게가 최대 2 tonne (4,400 lb)이며, 몸길이는 일부 4.5 미터 (15 ft)인 반면, 가장 큰 육식동물(티타노포네우스 및 안테오사우루스)의 경우 몸길이는 그보다 덜하며, 무거운 두개골은 길이 80 센티미터 (31 in)이고 전체 무게는 약 반 톤 정도이다.

### 두개골
모든 공두류는 맞물린 앞니로 구분할 수 있다. 상관된 특징으로는 크게 아래로 처진 얼굴 부위, 깊은 측두공 부위, 그리고 앞으로 돌아가 있는 턱 지지용 뼈(suspensorium)가 있다. 윗니와 아랫니 사이의 절단 접촉(음식물을 소화하도록 더 잘게 자를 수 있게 해준다.)은 턱 관절에 고정된 방형골과 경첩 운동을 유지시켜 이루어진다. 아랫니는 앞으로 기울어져 있어 앞니가 맞물리면서 이가 맞물리게 된다. 이후에 나타난 공두류들은 턱을 닫을 때 서로 부딪히는 앞니의 혀쪽 방향에 있는 뒷부분을 발달시켜 분쇄면을 형성하여 이 체계를 향상시켰다.
대부분의 공두류들은 두개골에서 뼈비대를 발달시키기도 했는데, 이는 아마도 영역권이나 짝을 위한 특정 행동(머리를 부딪히는 행동)에 적응한 것으로 보인다. 에스템메노수쿠스, 스티라코케팔루스 등 일부 종의 경우, 각 경우마다 독자진화한 뿔 모양의 구조물도 있다.

## 진화사
공두류는 원시적인 무리이며 그들의 조상은 밝혀지지 않았다. 페름기 로드절 초 또는 쿤구르절에 진화했을 것으로 추정되지만, 그 흔적은 발견되지 않았다. 페름기 초기에 우세를 점했지만 생존 기간이 짧았고 가장 우세를 점했던 공두류와의 경쟁으로 인하여 반룡류가 멸종하자 그 자리를 채우면서 적응방산했다. 러시아 오초르 동물군의 에스템메노수쿠스류와 초기의 부라토포두스 등의 초기 구성군들도 이미 다양한 초식동물과 육식동물 무리를 구성했다.
워드절과 카피탄절 초에 걸쳐, 진일보한 공두류들은 다양한 대형동물군를 대표하는 매우 많은 수의 초식동물로 적응방산했다. 이는 남아프리카의 카루에 있는 타피노케팔루스 무리지대에서 잘 드러난다.
이들 다양성이 절정에 달했을 때(카피탄절 중후반), 모든 공두류는 카피탄절 대멸종을 겪으며 갑작스레 멸종했다. 멸종한 이유는 정확하게 밝혀지지는 않았지만, 질병, 급작스러운 기후 변화 또는 기타 환경 스트레스 요인들이 공두류에게 종말을 가져왔을 것이다. 이들의 생태적 지위는 그보다 훨씬 작은 수궁류인 초식성 쌍견치류, 육식성인 비아르모수쿠스류, 고르고놉스류 및 수두류가 차지했다.

## 분류
- 단궁강
  - 수궁목
    - 송두아목

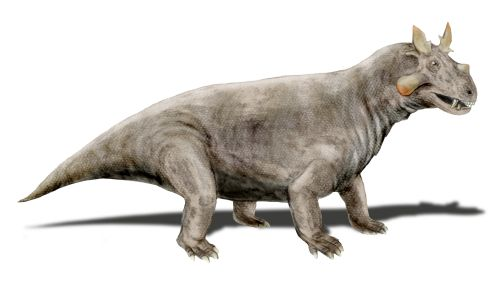
에스템메노수쿠스 (에스템메노수쿠스류)

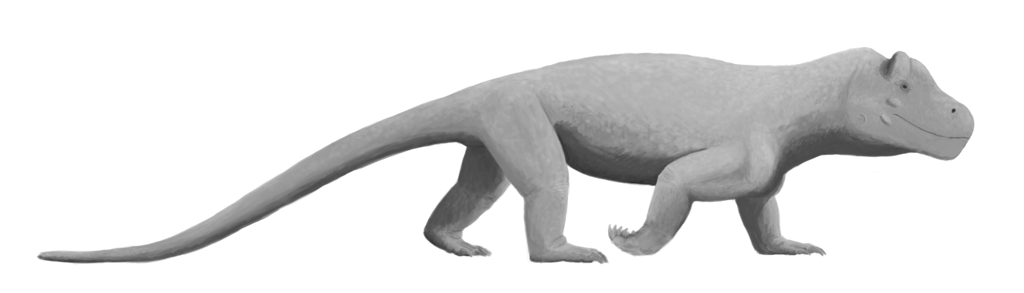
안테오사우루스 (안테오사우루스류)

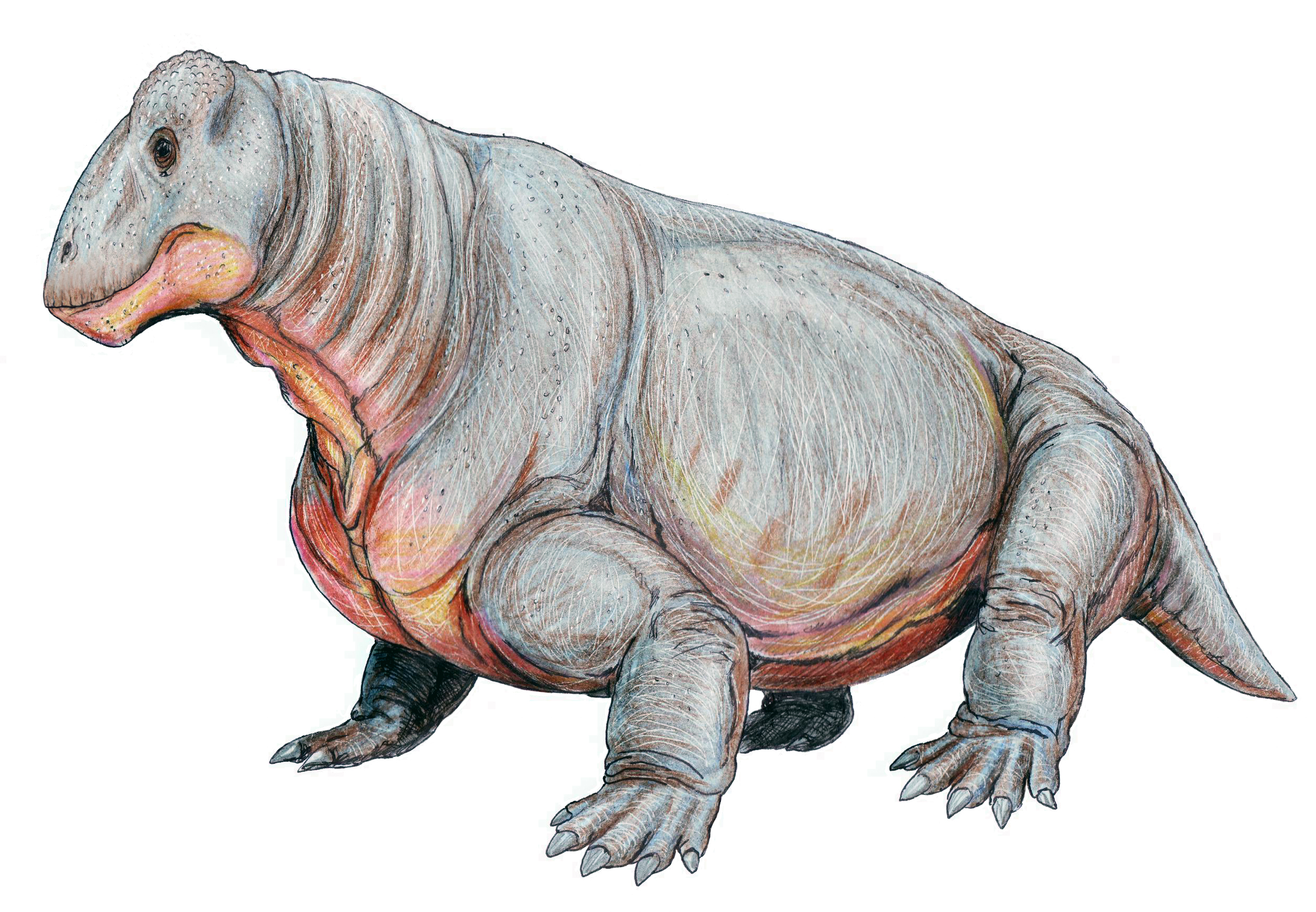
울레모사우루스 (타이포케팔루스류)

      - ?드리웨리아속 (Driveria)
      - ?마스테르소니아속 (Mastersonia)
      - 에스템메노수쿠스과
        - 에스템메노수쿠스속 (Estemmenosuchus')
        - 몰리브도피구스속 (Molybdopygus)
        - ?파라브라디사우루스속 (Parabradysaurus)

      - ?프레아토수쿠스과
        - 프레아토사우루스속 (Phreatosaurus)
        - 프레아토수쿠스속 (Phreatosuchus)

      - ?프티노수쿠스과
        - 프티노수쿠스속 (Phthinosuchus)
        - ?프티노사우루스속 (Phthinosaurus)

      - 로팔로돈과
        - ?프티노사우루스속 (Phthinosaurus)
        - 로팔로돈속 (Rhopalodon)

      - 안테오사우루스류
        - 안테오사우루스과
        - 브리토푸스과
        - 데우테로사우루스과

      - 타피노케팔루스류
        - ?디마크로돈속 (Dimacrodon)
        - ?드리웨리아속 (Driveria)
        - ?마스테르소니아속 (Mastersonia)
        - 스티라코케팔루스과
        - 타피노케팔루스과
        - 티타노수쿠스과

## 같이 보기
- 포유류의 진화

## 더 읽어보기
- Carroll, R.L. (1988). 《Vertebrate Paleontology and Evolution》. W.H. Freeman.